# Milenario de Rusia
El Milenario de Rusia o Milenio de Rusia (en ruso: Тысячелетие России, romanizado: Tysiachelétiye Rossíi) es un monumento patriótico ruso, ubicado en la ciudad de Nóvgorod. Fue erigido en 1862 para conmemorar los mil años de existencia del Estado ruso; el concepto general del proyecto corrió a cargo del escultor Mijaíl Mikeshin.
El monumento se encuentra en el Kremlin de Nóvgorod, entre la Catedral de Santa Sofía y el edificio principal del Museo Estatal de Nóvgorod.
Está declarado como Patrimonio nacional de la Federación de Rusia, e incluido desde 1992 por la Unesco como parte del Patrimonio de la Humanidad de la ciudad de Nóvgorod bajo el título de «Monumentos históricos de Nóvgorod y sus alrededores».

## Acontecimiento
Convencionalmente, se considera que la fecha de la fundación del Estado ruso fue el año 862, cuando, según la Crónica de Nóvgorod, las tribus eslavas que habitaban la región al sur del lago Ládoga llamaron al príncipe varego Rúrik para que las gobernara y pusiera fin a las disputas tribales que mantenían entre ellas. Rúrik fundó el asentamiento de Nóvgorod, gobernándolo con el título de príncipe dando inicio así a la dinastía Rúrika; sus hermanos Sineus y Truvor lo hicieron en Beloziorsk e Izborsk. Ese acontecimiento, durante siglos, ha sido aceptado por la historiografía rusa como comienzo de la estatalidad rusa —el primer estado unificado del pueblo Rus— y de toda la historia de Rusia en su conjunto, aunque algunos historiadores de hoy son escépticos de tal versión fundacional, y la consideran, más bien, una leyenda.
Ya en la década de 1850, las autoridades empezaron a pensar en conmemorar esa fecha tan importante, el milenio de Rusia. El ministro del Interior, Serguéi Lanskói, propuso erigir en Nóvgorod un monumento a Rúrik como primer soberano ruso y tras consulta con el Comité de Ministros, se decidió que era necesario inmortalizarlo erigiendo un monumento popular al Milenio de Rusia.

## Historia

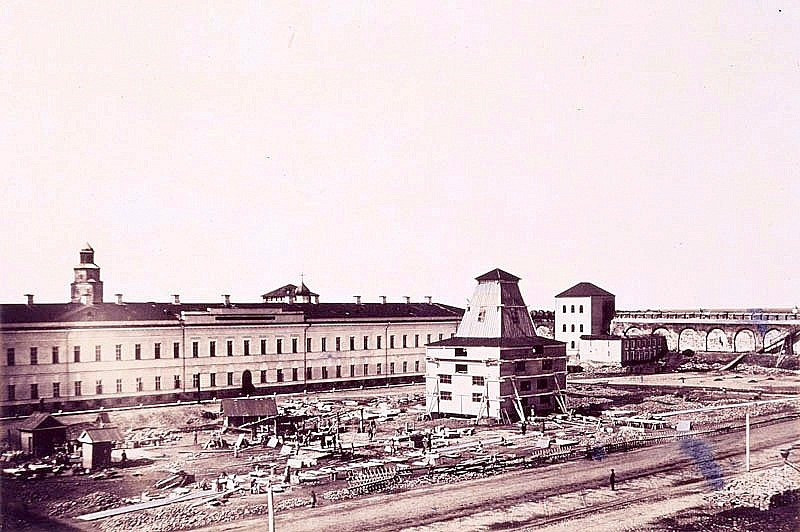
Erección del Monumento en el Kremlin de Novgorod en 1862

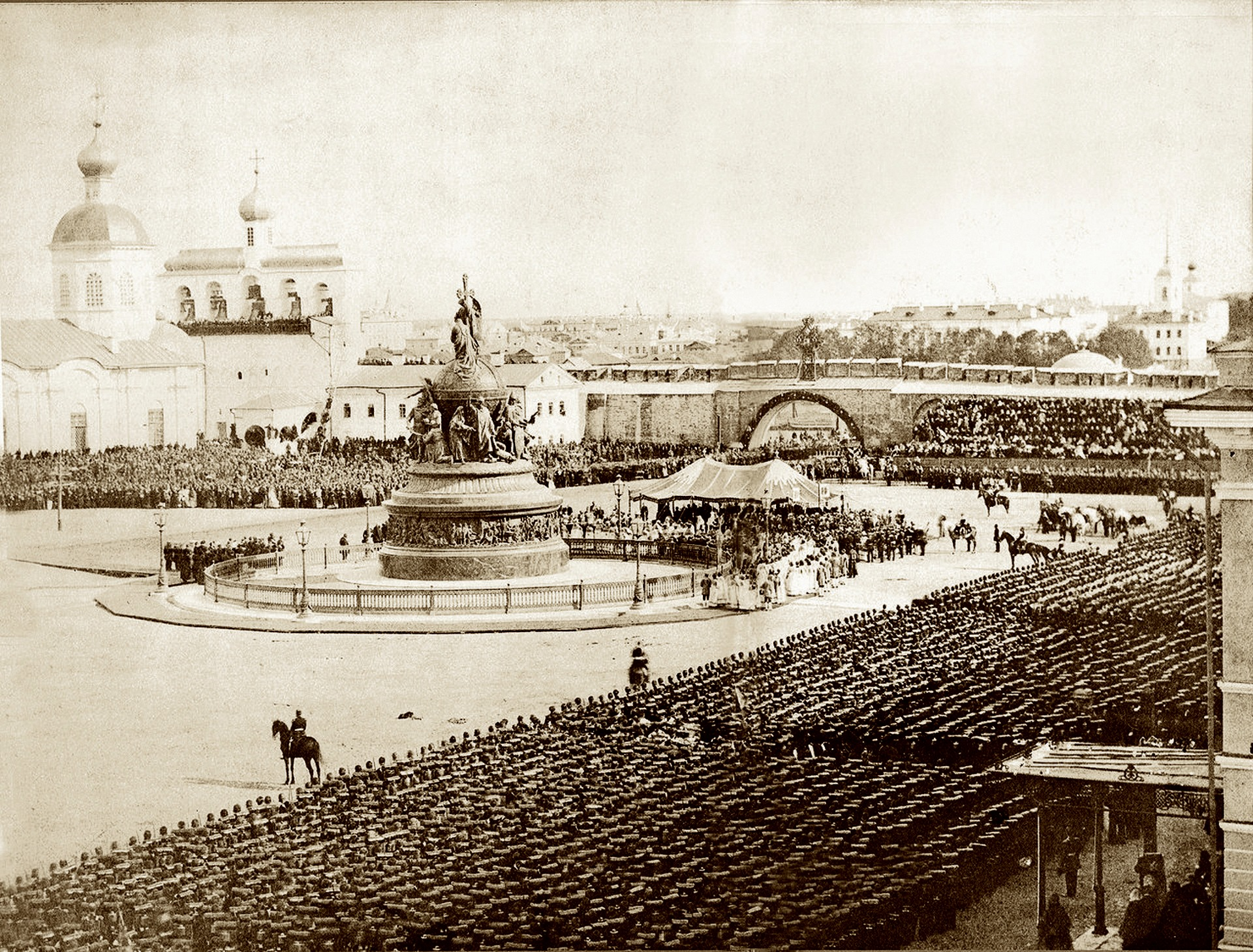
Foto de la inauguración del Monumento en 1862

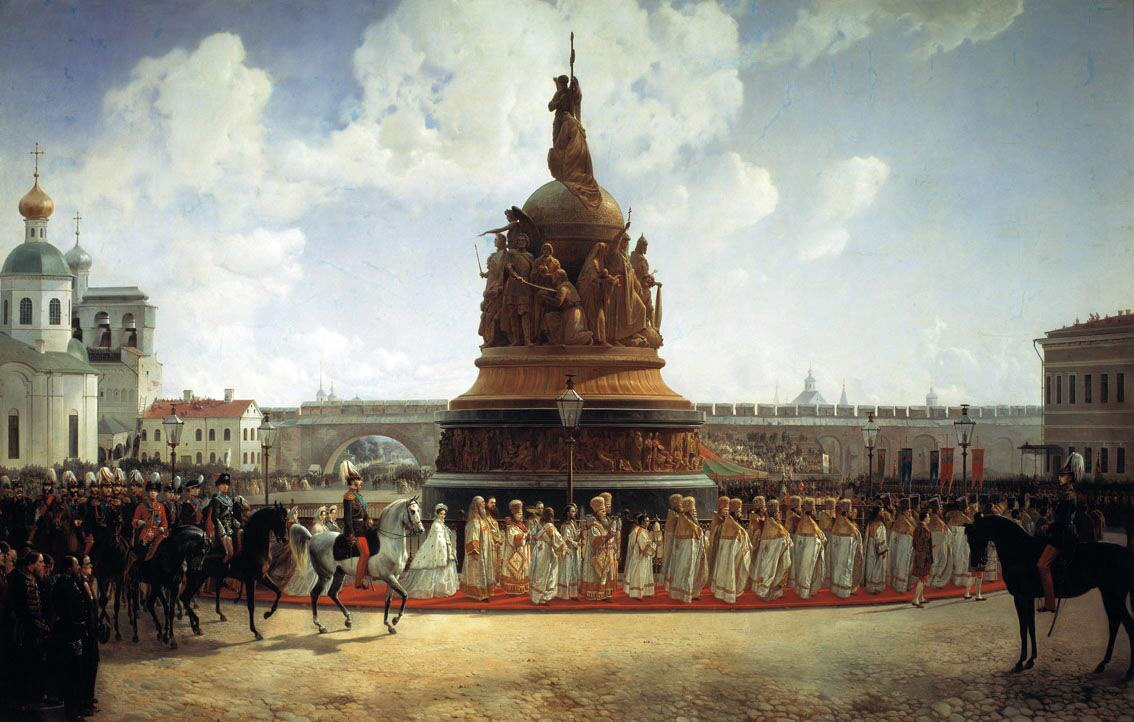
Las festividades de 1862, una pintura de Bogdán Villevalde

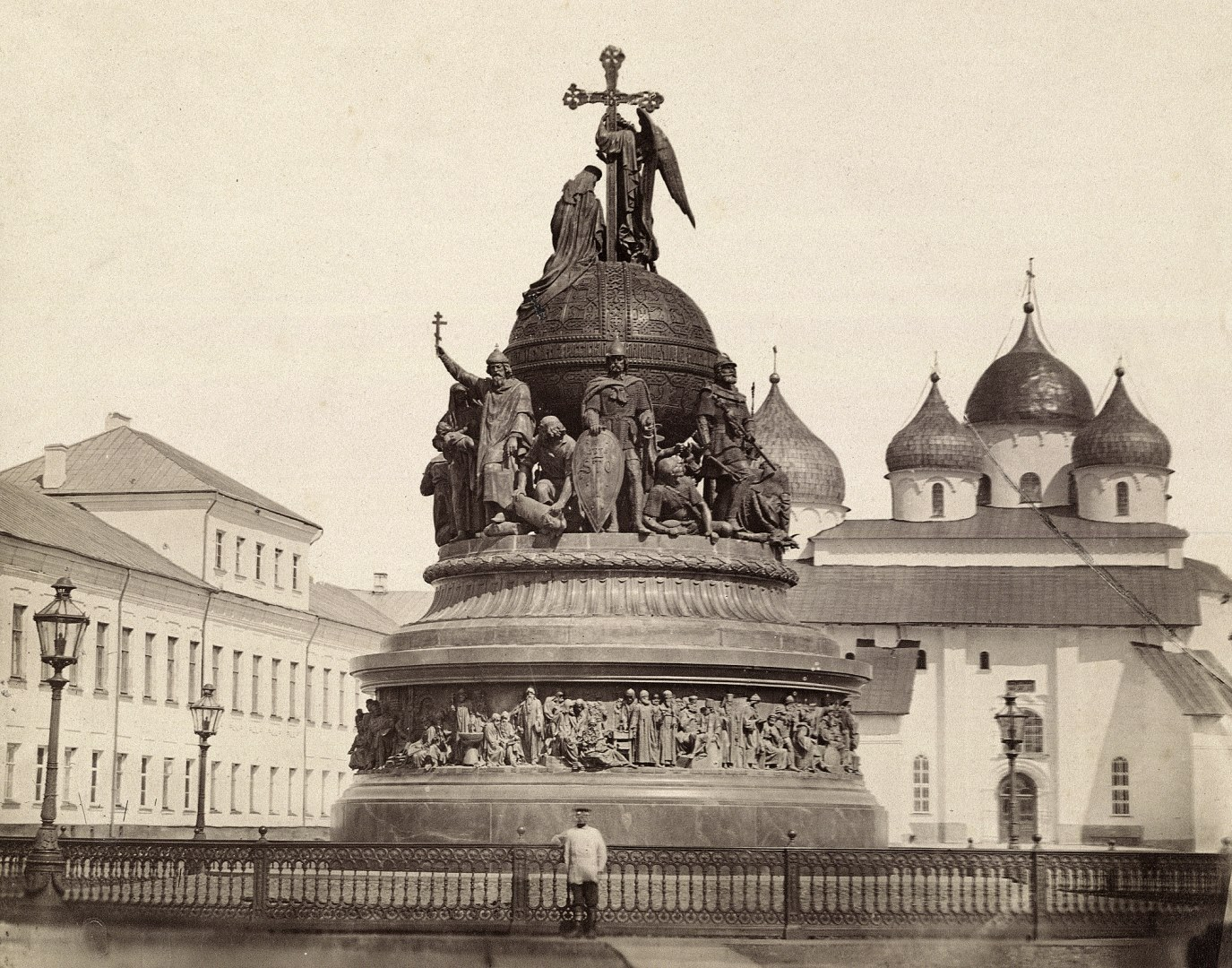
Vista del Monumento y la catedral de Sofía en 1883.

En abril de 1859 se anunció la convocatoria de un concurso público del diseño del monumento, con la condición de que reflejara las épocas destacadas de la historia de Rusia: desde la fundación del Estado hasta la liberación del yugo tártaro-mongol y la transformación de Rusia en un imperio. Fueron 52 los proyectos presentados, de escultores y arquitectos, y una comisión especial seleccionó tres de ellos. Finalmente, basándose en los criterios de simbolismo y comprensibilidad para el pueblo, se eligió el proyecto del joven artista Mijaíl Mikeshin, de tan solo 24 años y recién graduado de la Academia Imperial de las Artes de San Petersburgo. El proyecto fue aprobado personalmente por Alejandro II, que participó activamente en los más pequeños cambios y detalles —incluida la altura exacta— y en las elecciones de los personajes históricos que aparecerían en el monumento.
Mikeshin, a pesar de su poca experiencia, mostró una notable capacidad organizativa, y convocó a dos experimentadas artistas a su lado: el escultor Iván Shréder (que trabajó como coautor) y el arquitecto Víktor Hartmann. Para la creación del monumento tenían que rendir tributo tanto a la historia rusa como a los mandatarios de la casa reinante. Aparte, el proyecto refleja la transición artística de esa época: del neoclasicismo al realismo.
La inauguración ocurrió el 8 de septiembre de 1862. Los preparativos de la conmemoración del milenio empezaron desde la primavera. Nóvgorod, hasta ese entonces una tranquila ciudad de provincias, experimentó una animación considerable: las casas fueron restauradas, las calles reparadas, hasta el Kremlin fue rediseñado y restaurado. También la ciudad se vio invadida por las fuerzas de seguridad; se calcula que cerca de 10 000 soldados fueron encomendados a la ciudad para velar por el buen desarrollo de las festividades y por la integridad del zar. El inicio del acto fue marcado por cinco salvas de 62 cañones. Tras una procesión por el Kremlin y una liturgia en la Catedral de Santa Sofía, fue celebrado un desfile militar y desvelado el monumento en presencia del zar Alejandro II. Las festividades se prolongaron por tres días.
Tras la Revolución de Octubre, en 1925 fue emitida desde Moscú la orden de derribar todos los monumentos representativos de la Iglesia ortodoxa y de la época zarista. Sin embargo, las autoridades locales decidieron esconder el monumento: se alzó a su alrededor una pared de tablones de madera en la que se colgaron carteles y leyendas revolucionarios. Así permaneció el conjunto hasta el inicio de la Gran Guerra Patria en 1941. El 15 de agosto de 1941 Nóvgorod fue tomada por las fuerzas de la Wehrmacht. La nueva fuerza ocupante decidió desmontar el monumento y trasladarlo por partes a Alemania. Los soldados alemanes comenzaron a desmantelarlo en diciembre de 1943; sin embargo, el 20 de enero de 1944 la ciudad fue liberada por el Ejército Rojo. En ese momento la obra mostraba un aspecto desolador: el pedestal estaba prácticamente vacío; las grandes figuras de la parte intermedia, dañadas, estaban esparcidas por la nieve; la cruz estaba curvada, y muchos detalles como espadas, cruces o escudos habían sido robados.
Inmediatamente tras la liberación de la ciudad, se resolvió efectuar una rápida reconstrucción. Los trabajos fueron encargados al Comité de Arquitectura de Leningrado. En total tuvieron que volver a ser hechos 1500 detalles que habían desaparecido. La reconstrucción del monumento terminó en noviembre de 1944 y se celebró una ceremonia de reinauguración.

## Descripción

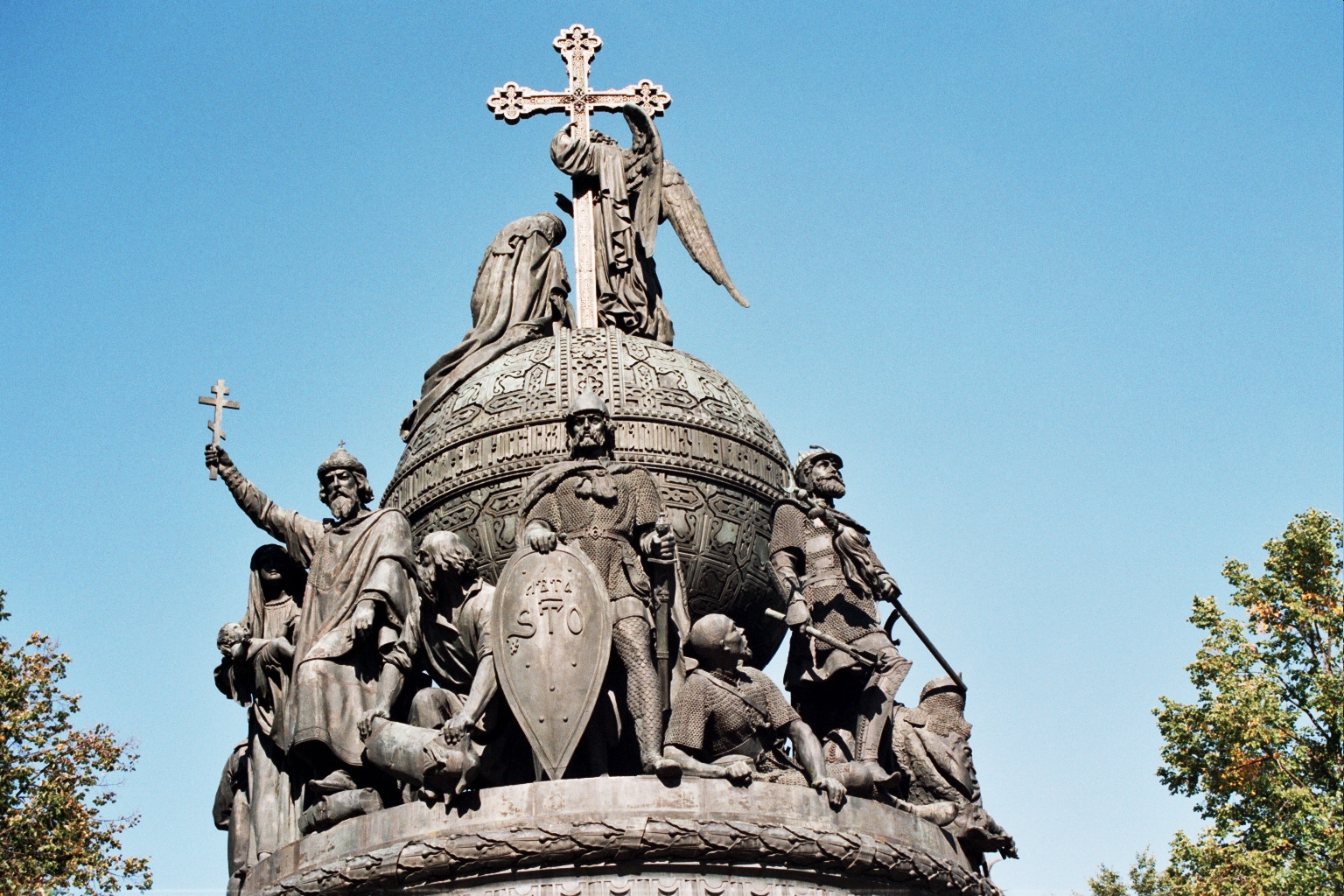
Detalle de la parte superior

El monumento, cuya base es circular, se caracteriza por su fuerte carga simbólica. Es un conjunto escultórico que representa los acontecimientos históricos más importantes de la nación rusa a través de los personajes que contribuyeron notablemente en el desarrollo del país: su política, cultura, ciencia, arte y literatura. Se compone de tres segmentos o niveles:
- El nivel superior muestra un colosal orbe coronado por un ángel con una cruz cristiana que da la bendición a una mujer de rodillas y con el escudo de Rusia. El orbe está ornamentado con cruces (como símbolo de la unión de la iglesia y la autocracia) y porta una inscripción en letras rusas antiguas que reza: «Conmemoración del milenio del Estado ruso bajo el próspero reinado del emperador Alejandro II. Año 1862». Esta composición representa el poder del zar por medio del orbe, su alianza con la Iglesia ortodoxa (las cruces talladas en el orbe), y la unión del Rusia (alegoría de la mujer en rodillas) con la Iglesia ortodoxa (el ángel bendiciendo a la mujer).
- El nivel intermedio, al pie del cetro, muestra las seis escenas consideradas más trascendentales de la historia rusa, cada una con varios personajes, figurando en el centro los gobernantes, siendo en total 17 las grandes figuras:
  - la fundación del Estado ruso (862), reflejada por el príncipe Rúrik;
  - el bautismo de Rusia (988), con el príncipe Vladimiro I levantando una cruz ortodoxa;
  - la victoria en la batalla de Kulikovo de Dmitri Donskói (1380), inicio de la liberación del yugo tártaro;
  - la fundación del autocrático zarato ruso (1491), con el zar Iván el Grande.
  - la restauración de la autocracia tras el Período Tumultuoso (1613), con Mijaíl Fiódorovich como primer zar de la dinastía Romanov;
  - la transformación en Imperio ruso (1721), con Pedro el Grande y la victoria sobre los suecos en la Gran Guerra del Norte.

- El nivel inferior tiene la función de pedestal y muestra un friso con 109 figuras en altorrelieve de prominentes personajes rusos. Las figuras están organizadas en cuatro secciones: funcionarios gubernamentales (26), militares y héroes (36), ilustrados (31), escritores y artistas (16). Aquí se encuentran el gran científico Mijaíl Lomonósov, el creador del teatro ruso Fiódor Vólkov, el compositor Mijaíl Glinka, y escritores como Aleksandr Pushkin, Nikolái Gógol, Mijaíl Lérmontov, Iván Krylov y Aleksandr Griboyédov.

En total se encuentran representadas 128 figuras humanas. El pedestal fue construido en granito y la escultura en bronce. La altura total del monumento es de 15,7 m, de los cuales 6 m corresponden al pedestal, 6,7 al orbe y 3 m a la cruz, aproximadamente. El diámetro del monumento es de 9 m, mientras que el del orbe es de 4 m. Para su construcción se emplearon aproximadamente 100 t de metal.

### Reproducciones conmemorativas

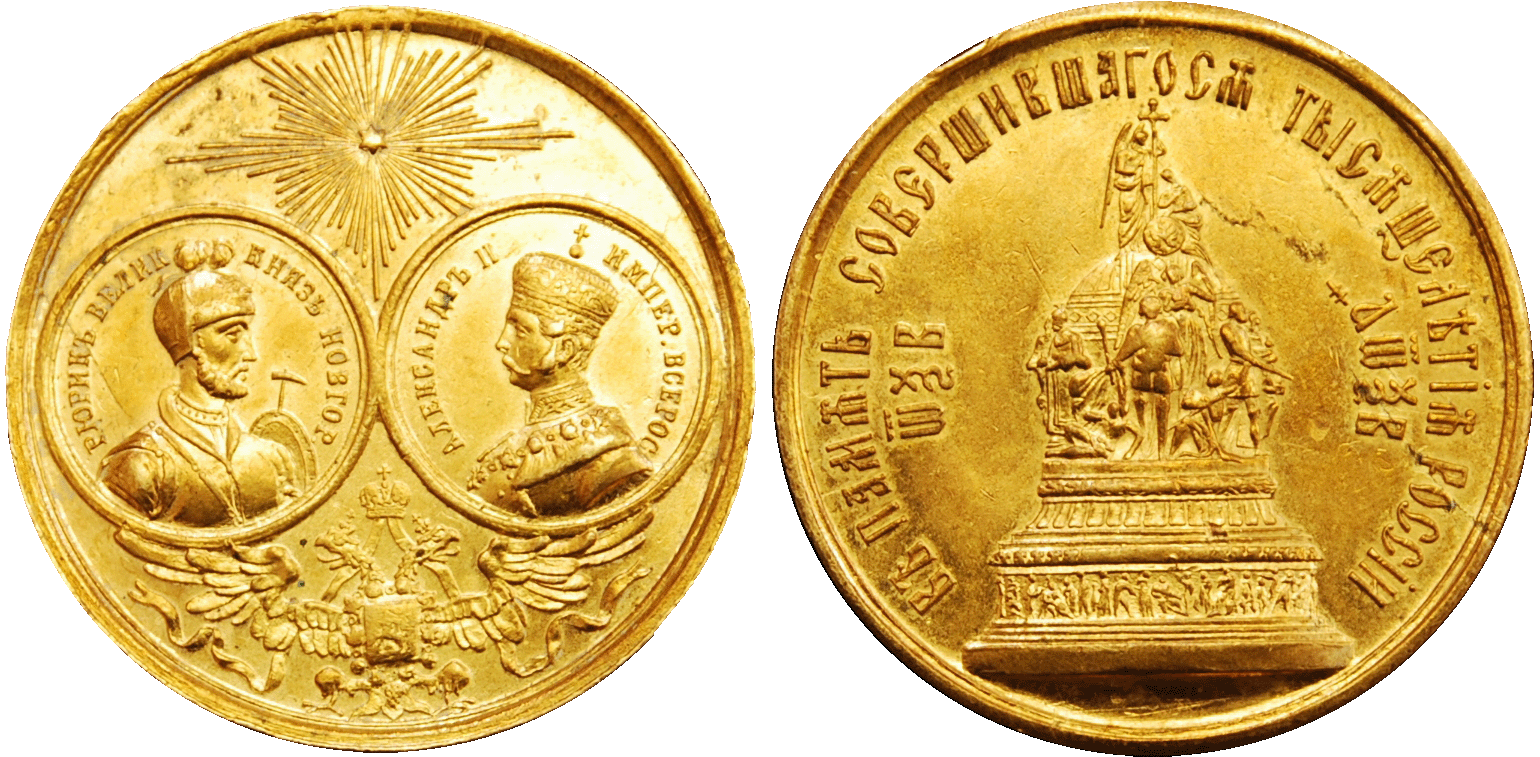
Medalla conmemorativa «En memoria del milenio cumplido de Rusia».
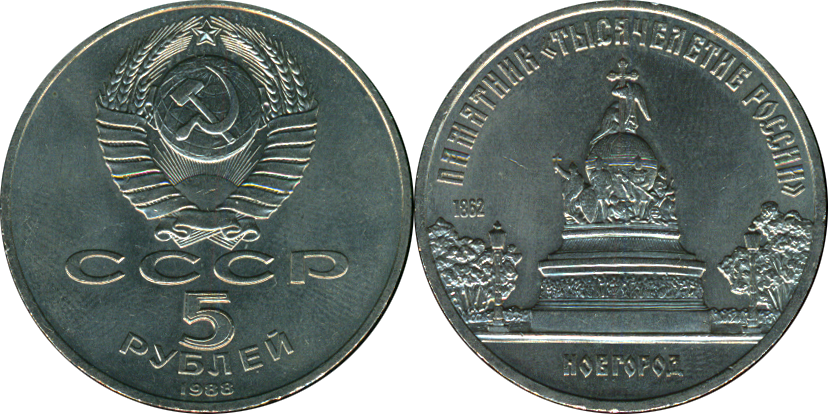
Moneda conmemorativa de la URSS de 1988
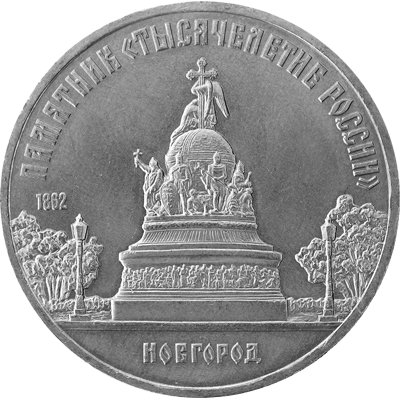
Moneda conmemorativa de 5 rublos, 1988
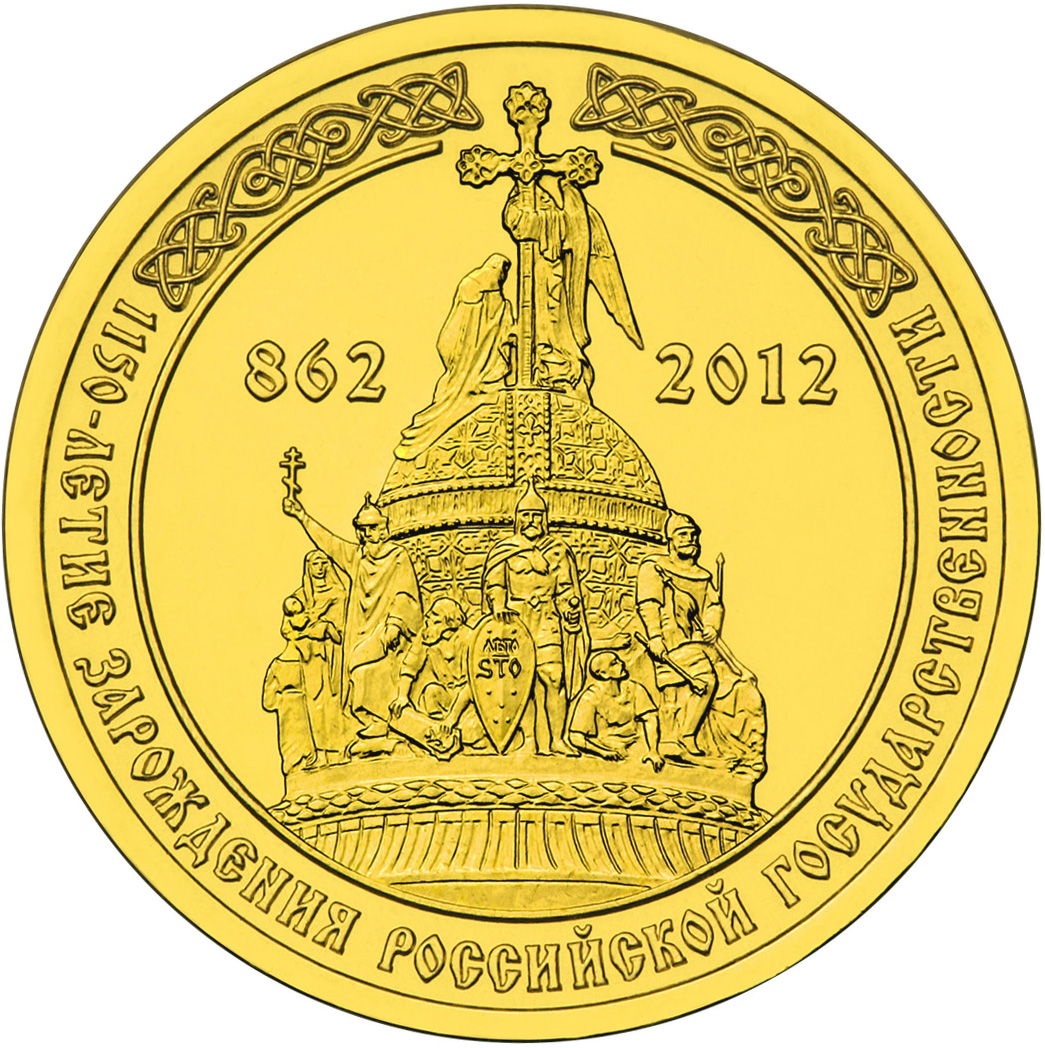
Moneda conmemorativa de 10 rublos, 2012

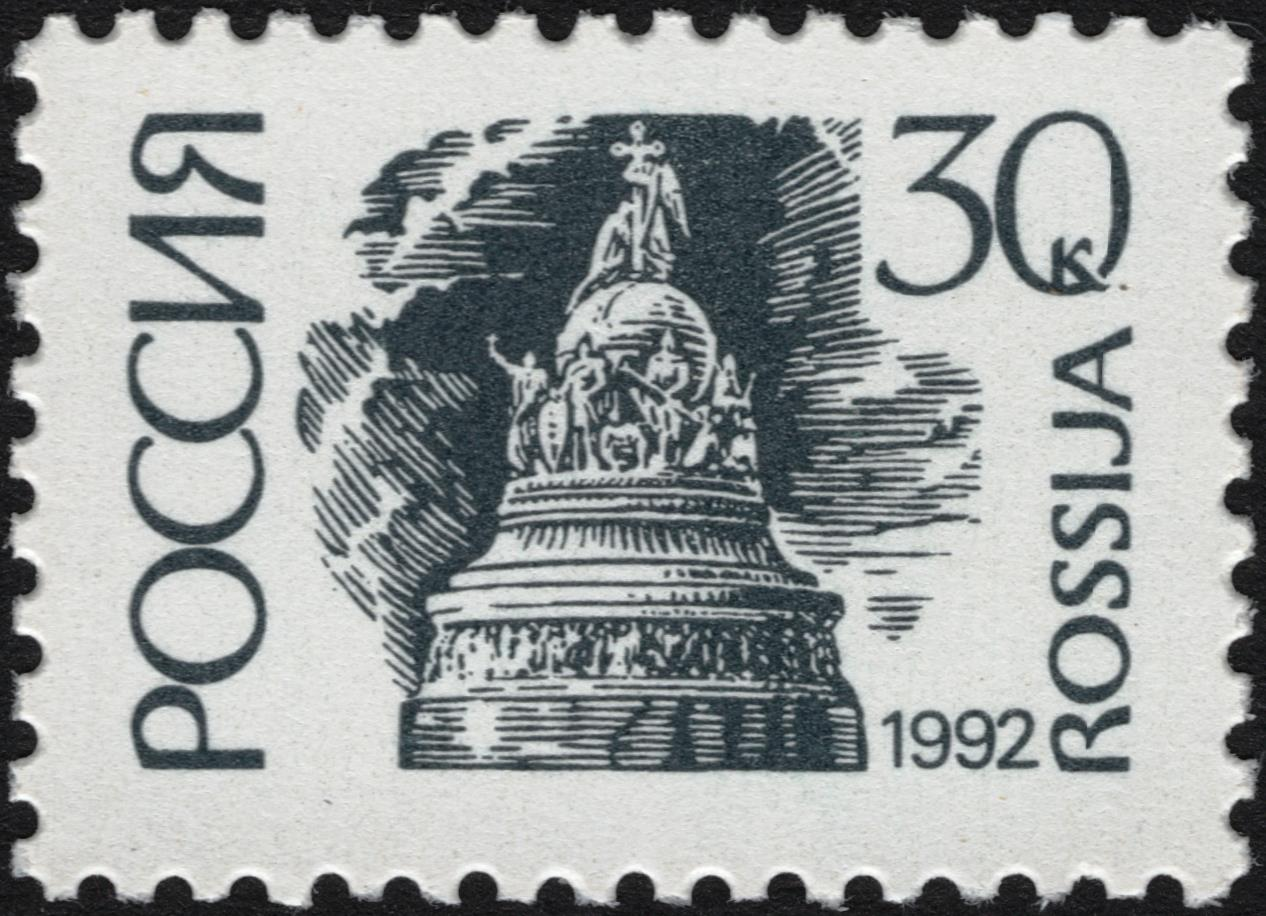
Sello ruso de 1992
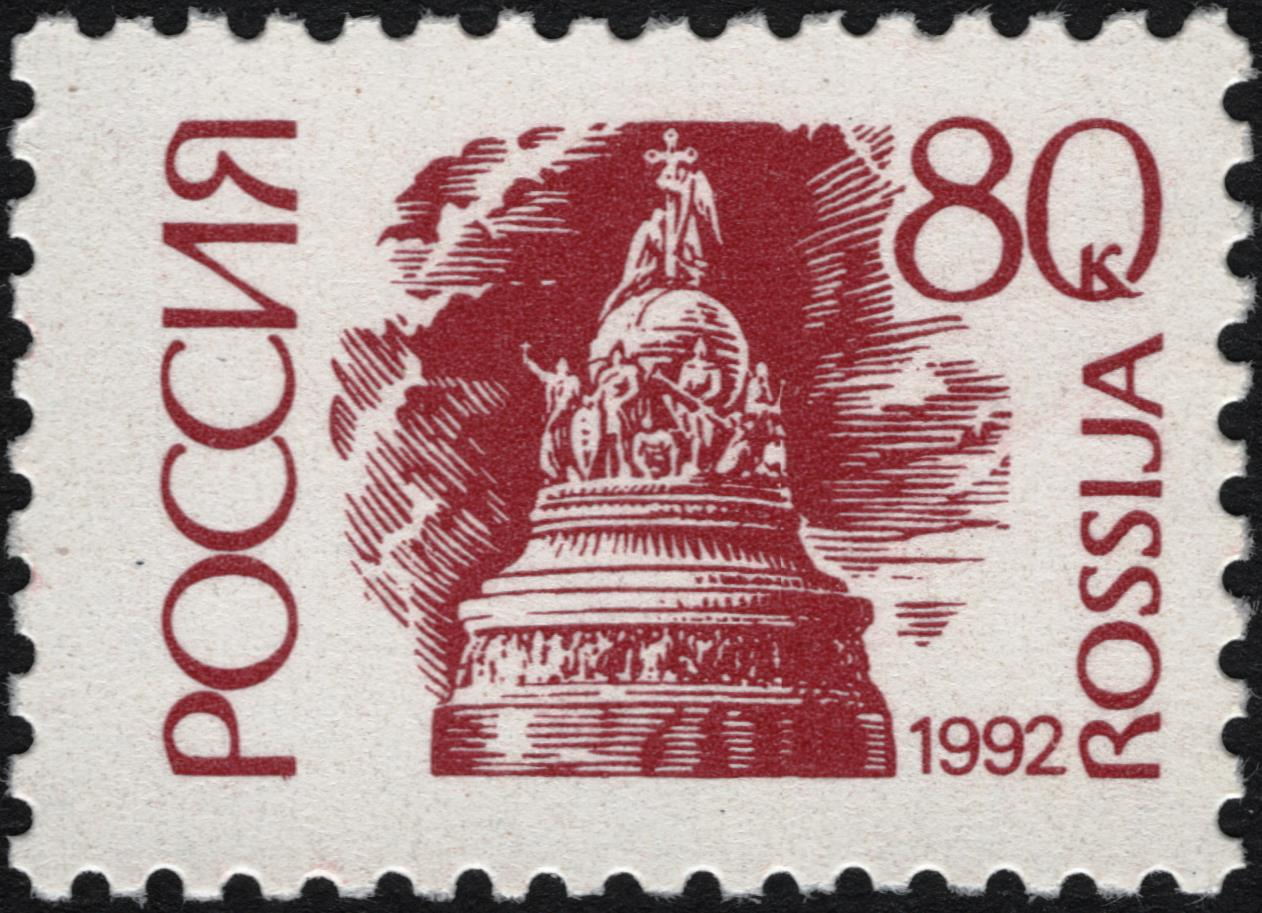
Sello ruso de 1992
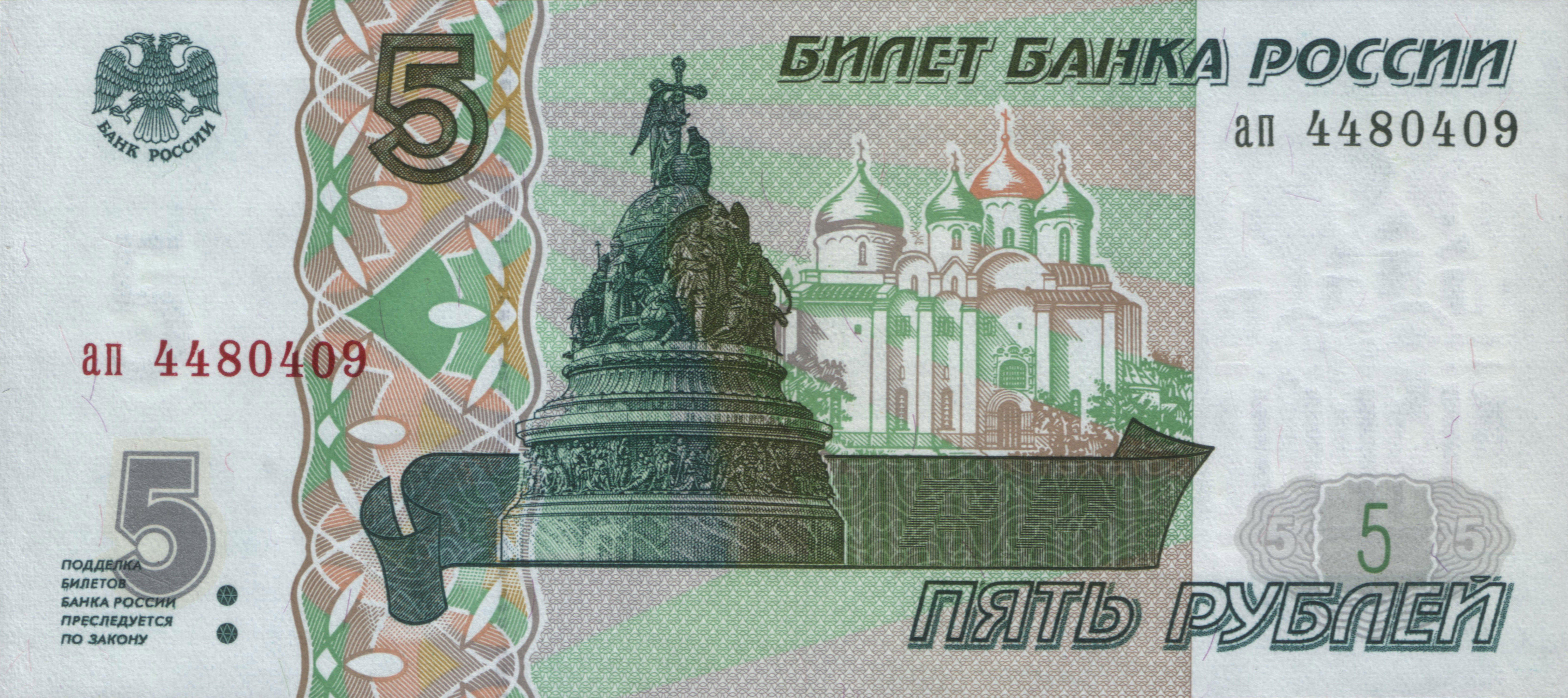
Billete de 5 rublos rusos de la serie de 1997
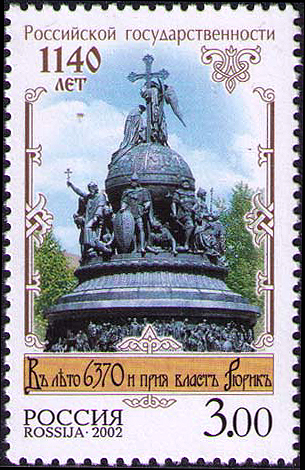
Sello ruso de 2002
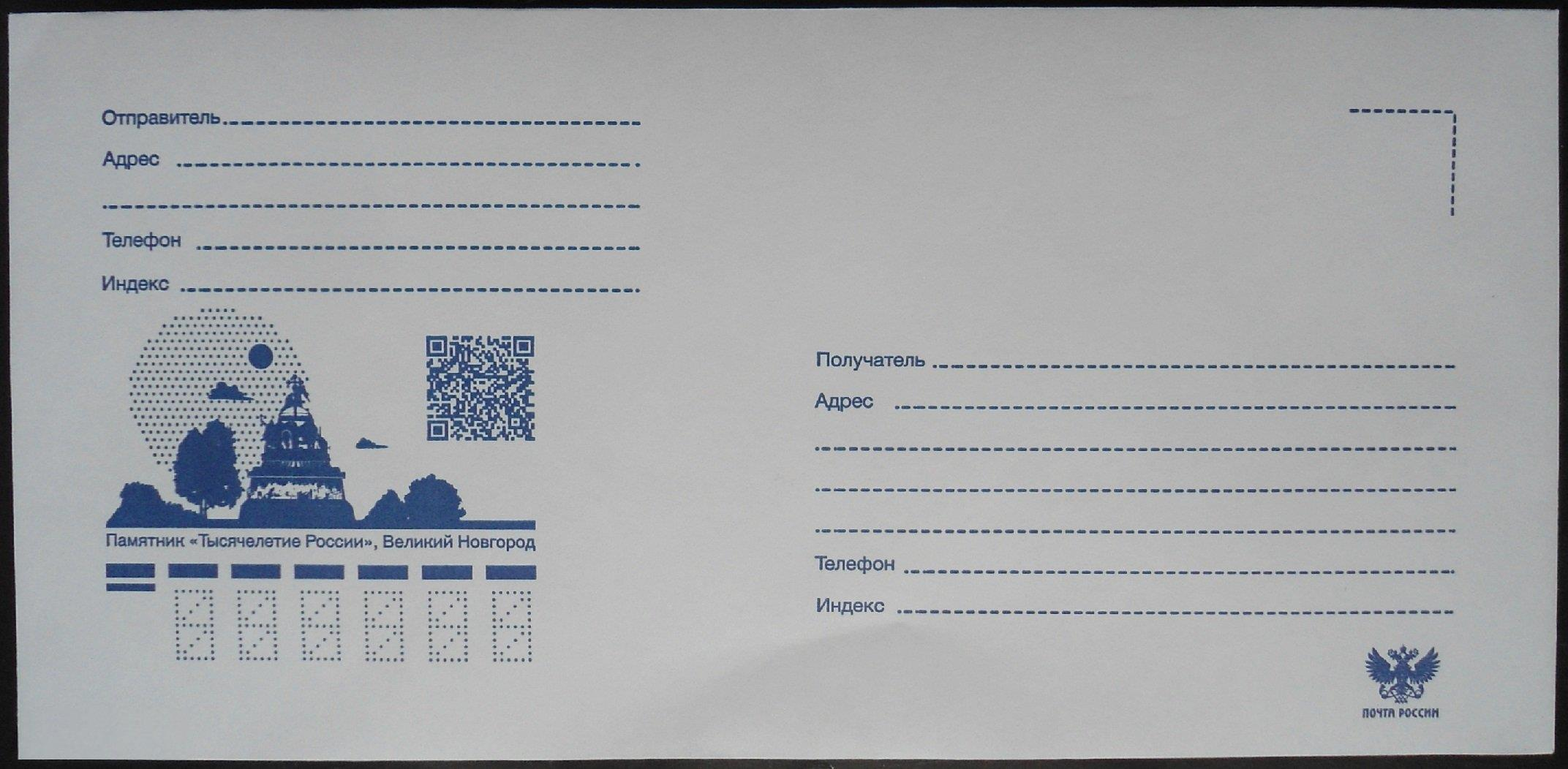
Sobre postal ruso, 2020-2021

### Nivel intermedio
| Foto | Nombre                                | Nombre en ruso                            | Año histórico | Descripción |
| ---- | ------------------------------------- | ----------------------------------------- | ------------- | --- |
|      | Llegada de los varegos a la Rus       | Призвание варягов на Русь                 | 862           | Riúrik, fundador del primer Estado ruso y primer príncipe de Nóvgorod, con casco terminado en pico, espada y escudo, en el que se ve una pequeña cruz bizantina y la inscripción «Лета STO» (cifra en numeración griega: año 6370 del calendario bizantino, que corresponde al año 862 del calendario gregoriano). Atrás de la figura del príncipe se encuentra la imagen del dios pagano eslavo Veles. Esta composición se encuentra ubicada en dirección sur, mirando hacia Kiev. |
|      | Cristianización de la Rus             | Крещение Руси                             | 988           | Vladimiro I, gran príncipe de Kiev, levantando una cruz ortodoxa. Junto a este hay una mujer que le presenta a su hijo en brazos para ser bautizado, y un hombre que derriba al dios pagano Perún. Composición en dirección sudoeste. |
|      | La expulsión de los tártaros          | Начало изгнания татар                     | 1380          | El príncipe de Moscú Dmitri Donskói, vencedor en la Batalla de Kulikovo, con una maza típica rusa en la mano derecha. A sus pies se encuentra Mamái, el jan de la Horda de Oro derrotado, y como tributo muestra orgulloso en su mano izquierda el bunchuk capturado (asta de guerra tártara terminada en media luna). En dirección sudeste, hacia la llanura de Kulikovo. |
|      | Fundación de un Zarato ruso autócrata | Основание самодержавного царства Русского | 1462–1505     | Iván el Grande portando vestiduras reales, el gorro de Monómaco, el cetro y el orbe. Ante él se arrodilla un tártaro que deposita su bunchuk en el suelo. Del otro lado se encuentran, derrotados, un soldado del Gran Ducado de Lituania y un caballero de la Orden Teutónica con la espada rota. El grupo mira en dirección nordeste, hacia Moscú. |
|      | Ascensión de la dinastía Románov      | Начало династии Романовых                 | 1613          | El joven zar Miguel I con el orbe real, y junto a él dos personajes: el príncipe Dmitri Pozharski lo protege con su espada y el mercader Kuzmá Minin, arrodillado, le ofrece el gorro de Monómaco y el cetro. Al fondo se ve un hombre de Siberia, en alusión a la conquista de Siberia. |
|      | Origen del Imperio ruso               | Образование Российской империи            | 1721          | Pedro el Grande con una corona de laurel y el cetro imperial en la mano derecha; un ángel lo señala hacia el lugar donde se encontrará la futura capital, San Petersburgo. Pedro I pisa con su pie izquierdo la capa de un hombre sueco que protege su bandera desgarrada, en alusión a la victoria rusa en la Gran Guerra del Norte. El grupo mira hacia el norte, hacia San Petersburgo.                                                                                          |

### Nivel inferior
| Ilustrados: (Просветители) | Ilustrados: (Просветители)                                              | Funcionarios gubernamentales: (Государственные люди) | Funcionarios gubernamentales: (Государственные люди)   | Militares y héroes: (Военные люди) | Militares y héroes: (Военные люди)                     | Escritores y artistas: (Писатели и художники) | Escritores y artistas: (Писатели и художники)                   |
|                            | Cirilo y Metodio, apóstoles de los eslavos                              |                                                      | Yaroslav I el Sabio, gran príncipe de Kiev             |                                    | Sviatoslav, príncipe guerrero de Kiev                  |                                               | Mijaíl Lomonósov, considerado el padre de la geografía en Rusia |
|                            | Olga, princesa de Kiev                                                  |                                                      | Vladímir Monómaco, príncipe de Kiev                    |                                    | Mstislav el Valiente, príncipe de Nowgorod y Galitzia  |                                               | Denís Fonvizin, escritor                                        |
|                            | Vladimiro I el Santo, gran príncipe de Kiev                             |                                                      | Gediminas, gran duque de Lituania                      |                                    | Daniel I, príncipe de Galitzia                         |                                               | Aleksandr Kokórinov, arquitecto                                 |
|                            | Abraham de Rostov, arzobispo de Rostov                                  |                                                      | Algirdas, gran duque de Lituania                       |                                    | Daumantas de Pskov, príncipe de Pskov                  |                                               | Gavrila Derzhavin, poeta y político                             |
|                            | Antonio de Kiev, fundador del Monasterio de las Cuevas                  |                                                      | Vitautas, gran príncipe de Lituania                    |                                    | Alejandro Nevski, gran príncipe de Vladímir-Súzdal     |                                               | Fiódor Vólkov, actor                                            |
|                            | Teodosio de Kiev, monje del Monasterio de las Cuevas                    |                                                      | Iván el Grande, gran príncipe de Moscú                 |                                    | Miguel Yaroslávich, príncipe de Tver                   |                                               | Nikolái Karamzín, escritor e histórico                          |
|                            | Kuksha Pecherski, monje del Monasterio de las Cuevas                    |                                                      | Arcipreste Silvestre, eclesiástico y político          |                                    | Dmitri Donskói, gran príncipe de Moscú                 |                                               | Iván Krylov, fabulista y poeta                                  |
|                            | Néstor de Kiev, cronista de la historia rusa                            |                                                      | Anastasia Románovna, primera mujer de Iván el Terrible |                                    | Kęstutis, gran duque de Lituania                       |                                               | Vasili Zhukovski, poeta y traductor                             |
|                            | Cirilo del Lago Blanco, fundador del Monasterio de Cirilo Belozerski    |                                                      | Alekséi Adáshev, consejero de Iván IV                  |                                    | Daniil Jolmski, general                                |                                               | Nikolái Gnédich, poeta y traductor                              |
|                            | Esteban de Perm, obispo y misionero del Gran Perm                       |                                                      | Hermógenes, patriarca de Moscú                         |                                    | Mijaíl Vorotynski, mariscal                            |                                               | Aleksandr Griboyédov, escritor y diplomático                    |
|                            | Alejo de Moscú, metropolitanoano de Kiev y Moskau                       |                                                      | Miguel I, fundador de la dinastía Románov              |                                    | Daniil Shchenia, líder militar                         |                                               | Mijaíl Lérmontov, poeta                                         |
|                            | Sergio de Rádonezh, fundador del Monasterio de la Trinidad y San Sergio |                                                      | Filareto, patriarca de Moscú                           |                                    | Marfa Borétskaya, posádnitsa de Nóvgorod               |                                               | Aleksandr Pushkin, poeta                                        |
|                            | Petró Mohyla, metropolitano de Kiev y Galitzia                          |                                                      | Afanasi Ordín-Nashchokin, diplomático                  |                                    | Yermak Timoféyevich, atamán cosaco                     |                                               | Nikolái Gógol, escritor                                         |
|                            | Zosima de Solovkí, fundador del Monasterio de Solovetsky                |                                                      | Artamón Matvéyev, político y diplomático               |                                    | Mijaíl Skopín-Shuiski, estadista y líder militar       |                                               | Mijaíl Glinka, compositor                                       |
|                            | Máximo el Griego, eclesiástico y escritor                               |                                                      | Alejo I, zar                                           |                                    | Dmitri Pozharski, príncipe                             |                                               | Karl Briullov, pintor                                           |
|                            | Savvati de Solovkí, fundador del Monasterio de Solovetsky               |                                                      | Pedro el Grande, zar y primer emperador                |                                    | Kuzmá Minin, mercader héroe nacional                   |                                               | Dmitri Bortnianski, compositor                                  |
|                            | Jonás, metropolitano de Moscú                                           |                                                      | Yákov Dolgorúkov, consejero de Pedro I                 |                                    | Avraami Palizyn, monje y escritor                      |                                               | ——                                                              |
|                            | Macario, metropolitano de Moscú                                         |                                                      | Ivan Betskoi, político y reformador                    |                                    | Bogdán Jmelnytsky, atamán de los cosacos de Zaporozhia |                                               | ——                                                              |
|                            | Varsonofius de Tver, arzobispo de Tver                                  |                                                      | Catalina la Grande, emperatriz                         |                                    | Iván Susanin, héroe popular                            |                                               | ——                                                              |
|                            | Guri, arzobispo de Kazán                                                |                                                      | Aleksandr Bezborodko, político y diplomático           |                                    | Borís Sheremétev, mariscal y diplomático               |                                               | ——                                                              |
|                            | Konstantín Ostrozhski, príncipe y voivoda de Kiev                       |                                                      | Grigori Potiomkin, político y diplomático              |                                    | Mijaíl Golitsyn, mariscal de campo                     |                                               | ——                                                              |
|                            | Nikon, patriarca de Moscú                                               |                                                      | Víktor Kochubéi, político y diplomático                |                                    | Piotr Saltykov, mariscal de campo                      |                                               | ——                                                              |
|                            | Fiódor Rtíshchev, filántropo                                            |                                                      | Alejandro I, emperador                                 |                                    | Burkhard Christoph von Münnich, mariscal de campo      |                                               | ——                                                              |
|                            | Demetrio de Rostov, eclesiástico y escritor                             |                                                      | Mijaíl Speranski, político                             |                                    | Alekséi Orlov, general                                 |                                               | ——                                                              |
|                            | Tijon de Zadonsk, arzobispo de Ládoga y Vorónezh                        |                                                      | Mijaíl Vorontsov, mariscal de campo                    |                                    | Piotr Rumiántsev-Zadunaiski, mariscal                  |                                               | ——                                                              |
|                            | Mitrofán, arzobispo de Vorónezh                                         |                                                      | Nicolás I, emperador                                   |                                    | Aleksandr Suvórov, generalísimo                        |                                               | ——                                                              |
|                            | Gueorgui Konisski, arzobispo de Bielorrusia                             |                                                      | ——                                                     |                                    | Mijaíl Barclay de Tolly, mariscal de campo             |                                               | ——                                                              |
|                            | Teófanes Prokopóvich, arzobispo de Nóvgorod y erudito                   |                                                      | ——                                                     | Mijaíl Kutúzov, mariscal de campo  |                                                        |                                               | ——                                                              |
|                            | Platón II, metropolitano de Moscú                                       |                                                      | ——                                                     | Dmitri Seniavin, almirante         |                                                        |                                               | ——                                                              |
|                            | Inocencio, arzobispo de Quersoneso y Táurica                            |                                                      | ——                                                     | Matvéi Plátov, general             |                                                        |                                               | ——                                                              |
|                            | ——                                                                      |                                                      | ——                                                     | Piotr Bagratión, general           |                                                        |                                               | ——                                                              |
|                            | ——                                                                      | Hans Karl von Diebitsch, mariscal de campo           | ——                                                     |                                    |                                                        |                                               | ——                                                              |
|                            | ——                                                                      | Iván Paskévich, mariscal de campo                    | ——                                                     |                                    |                                                        |                                               | ——                                                              |
|                            | ——                                                                      | Mijaíl Lázarev, almirante                            | ——                                                     |                                    |                                                        |                                               | ——                                                              |
|                            | ——                                                                      | Vladímir Kornílov, vicealmirante                     | ——                                                     |                                    |                                                        |                                               | ——                                                              |
|                            | ——                                                                      | Pável Najímov, almirante                             | ——                                                     |                                    |                                                        |                                               | ——                                                              |